# Фрабоза-Сопрана
Фрабоза-Сопрана (італ. Frabosa Soprana, п'єм. Frabosa Sovrana) — муніципалітет в Італії, у регіоні П'ємонт,  провінція Кунео.
Фрабоза-Сопрана розташована на відстані близько 470 км на північний захід від Рима, 90 км на південь від Турина, 24 км на південний схід від Кунео.
Населення — 790 осіб (2014).
Щорічний фестиваль відбувається 17 вересня. Покровитель — Maria SS. Addolorata.

## Демографія
Населення за роками:

Станом на 1 січня 2023 року в муніципалітеті офіційно проживало 36 іноземців з 9 країн, серед них 19 громадян країн Євросоюзу.

## Сусідні муніципалітети
- Фрабоза-Соттана
- Мальяно-Альпі
- Монастеро-ді-Васко
- Монтальдо-ді-Мондові
- Ормеа
- Робурент